# هیلدرت
هیلدرته(به انگلیسی: Hildreth) شهری در ایالت نبراسکا کشور ایالات متحده آمریکا است که جمعیت آن در سرشماری سال ۲۰۱۰ میلادی، ۳۷۸ نفر بوده‌است.